# Xylena
Xylena é um gênero de traça pertencente à família Arctiidae.